# ألكسندر مانيت
الدكتور ألكسندر مانيت (بالإنجليزية: Doctor Alexandre Manette)‏ هو شخصية خيالية ظهرت في رواية قصة مدينتين للكاتب الإنجليزي تشارلز ديكنز.
الدكتور مانيت هو والد لوسي مانيت (الشخصية النسائية الرئيسة في الرواية) وهو أيضًا طبيب لامع قضى ثمانية عشر عامًا سجينًا في سجن الباستيل قبل الثورة الفرنسية، وكان قد سُجن لإنه كان قد تعلم في سياق ممارسته الطبية الإجراءات التعسفية على يد اثنين من عائلة إيفرموند الاستقراطية.

## الشخصية والحبكة
في بداية الرواية نرى الدكتور مانيت وقد خرج لتوه من سجن الباستيل بعد أن قضى به مدة طويلة، وعند خروجه وفر له خادمه السابق ارنست ديفارج (الذي سيكون لاحقًا زعيمًا لاقتحام سجن الباستيل) مأوى في باريس لفترة وجيزة، كما التم شمله بعد ذلك بابنته لوسي مانيت.

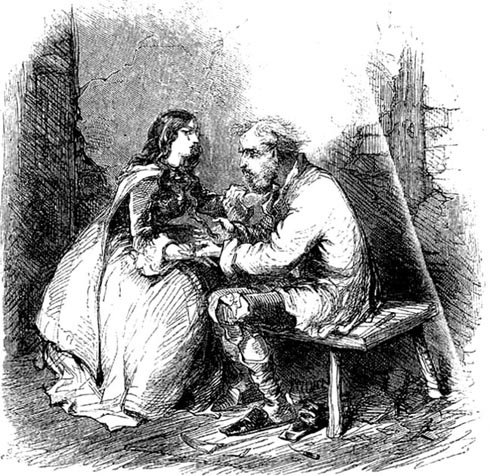
الدكتور مانيت مع ابنته لوسي في زنزانته. جون ماكلينان

لم يكن الدكتور مانيت يفعل شيءًا سوى صناعة الأحذية التي اتخذها هواية تنسيه التعذيب الذي واجهه في السجن، وقد كان واضحًا أنه لم يكون في كامل قواه العقلية خلال ذلك الوقت؛ فلم يكون يتكلم إلا عند الضرورة، كما كان معتادًا على كونه سجينًا حتي أنه كان بالكاد يحتمل الضوء والحرية.
وقد نجح الدكتور مانيت في التغلب على ماضيه كسجين بسبب حب ابنته وإخلاصها له، ومع ذلك فقد استمر في ممارسة مهنة الطب في إنجلترا وأثبت كونه أب طيب ومحب يُبدي سعادة ابنته على أي شئ آخر.

## تحليل الشخصية
استخدم الكاتب الإنجليزي تشارلز ديكنز الدكتور مانيت في روايته «قصة مدينتين» لتوضيح أحد العناصر المهيمنة في الرواية ألا وهو اللغز الأساسي الذي يحيط بكل إنسان.

## اقتباسات للشخصية
- « إن الألغاز يا تشارلز دارني إنما يُنبتها الحب الوثيق، تمامًا كما يوجدها الفراق الهائل، فهي في تلك الحالة تكون بالغة الرقة واللطافة ومن الصعب اختراقها. إن ابنتي لوسي تُشكل لغزًا بالنسبة لي، فأنا غير قادر على تخمين مكنون قلبها.[1]» – الدكتور ألكسندر مانيت، قصة مدينتين

## وصلات خارجية
- تحليل شخصية الدكتور مانيت على موقع Shmoop